# Gabrielle Kaufmann-Kohler
Pour les articles homonymes, voir Kaufmann et Kohler.
Gabrielle Kaufmann-Kohler, née le 3 novembre 1952 à Mulhouse, France, est une juriste de droit international.

## Biographie
Après sa scolarité à Bâle, elle étudie le droit à l'Université de Genève avec l'obtention d'un brevet d'avocat (1976). Elle pratique le Barreau depuis 1974 dans une étude spécialisée dans l'arbitrage international. Elle soutient sa thèse de doctorat à l'Université de Bâle en 1979 puis dès 1979, elle étudie et pratique à New York où elle obtient un brevet d'avocat en droit international (1981).
Gabrielle Kaufmann-Kohler est professeure ordinaire de droit international privé à la Faculté de droit de l’Université de Genève depuis 1997 et elle a été chargée de cours de 1993 à 1997. Elle lance en automne 2008 un master en règlement des différends internationaux, projet conjoint de l'Université de Genève et de l'Institut de hautes études internationales et du développement.
Du 19 avril 2006 au 15 avril 2009, elle siège au Conseil d'administration de l'UBS, avec la présidence du comité de nomination du nouveau conseil d'administration de la banque à la suite des difficultés de cette dernière avec les autorités américaines. Elle quitte ses fonctions d'administratrice pour des raisons d'incompatibilité avec ses activités d'arbitrage international.
Présidente de 2001 à 2005 puis présidente honoraire de l’Association suisse de l’Arbitrage (ASA), Gabrielle Kaufmann-Kohler a publié de nombreux ouvrages dans les domaines de l'arbitrage commercial international, l'arbitrage en matière de sport et de commerce électronique. De 1996 à 2000, elle est présidente de la Chambre du Tribunal arbitral du sport aux Jeux olympiques.
Le 16 novembre 2017, l’émission de France 2 Envoyé Spécial évoque le rôle de Gabrielle Kaufmann-Kohler dans trois arbitrages ayant opposé à l’Argentine les sociétés Suez, Sociedad General de Aguas de Barcelona SA et Vivendi Universal SA, EDF International SA, SAUR International S.A. et León Participaciones Argentinas SA ainsi que AWG Group.
L’émission indique que dans deux de ces procédures, l’Argentine a cherché à obtenir la récusation de Gabrielle Kaufmann-Kohler au motif que la banque UBS, au conseil d’administration de laquelle siégeait Gabrielle Kaufmann-Kohler, détenait des actions dans Suez et Vivendi.
Dans le cadre de ces affaires, l’Argentine a fait valoir ses arguments devant six instances différentes : trois tribunaux arbitraux, deux comités ad-hoc ainsi que devant un tribunal étatique américain (United States District Court for the District of Columbia), qui ont tous rejeté sa requête.
La United States District Court for The District Of Columbia a par ailleurs relevé dans sa décision que, malgré les décisions favorables rendues quant à son impartialité dans ces arbitrages Gabrielle Kaufmann-Kohler avait démissionné de sa fonction auprès d’UBS en 2009 afin d’éviter tout doute à ce propos.
Elle a participé en tant que rédactrice à la revue Jusletter.